# Josaphat Ndelo-di-Phanzu
Josaphat Ndelo-di-Phanzu, dit Jos Ndelo, né le 23 avril 1951, est un pharmacien et toxicologue congolais.

## Carrière
Jos Ndelo devient toxicologue en 1984, il commence sa carrière en tant que chercheur professeur, il étudie les contaminations chimiques et microbiologiques des aliments en RDC, les plantes médicinales africaines et la toxicité. Professeur d'université et expert en santé publique, il est recteur honoraire de l'université de Kinshasa.
Sa grande distinction demeure ses contributions et ses recherches poussées sur la bactérie Helicobacter pylori et les maladies liées à la présence de la bactérie dans l’estomac humain,,.

## Publications
- (en) Ndelodi-Phanzu J, Mputu Malolo L, Nuapia Y, Mbendi Nsukini et Ndelo Matondo P, Profile of helicobacter pylori patients received at the laboratory of toxicology of the University of Kinshasa from july 2016 to july 2017 in the democratic republic of the congo, Paris, France, Verso, 2017 (ISSN 2165-7920, présentation en ligne), « 5th Clinical and medical case Reports »
- (en) Ndelodi-Phanzu J, « Helicobacter Pylori Digestive and Extra digestive Pathologies Collected in Democratic Republic of the Congo », sur Annales africaines de médecine, Valencia, Spain, 2016
- (en) Ndelodi-Phanzu J, Mputu Malolo L, Nuapia Y, Mbendi Nsukini et Ndelo Matondo P, « Meanders of an Atypical Research Work on Helicobacter pylori in the Democratic Republic of Congo: Influence of HIV and other Factors and Study of some Interesting Cases », 2018
- (en) Ndelodi-Phanzu J, Mputu Malolo L, Nuapia Y, Mbendi Nsukini et Ndelo Matondo P, « Joint Event on 6th European Conference on Predictive, Preventive and Personalized Medicine & Molecular Diagnostics & 2nd World Congress on Human Genetics », 2017